# Enrique Líster Forján
Enrique Líster Forján, originalment Jesús Liste Forján (Ameneiro, llogaret de Teo, La Corunya, 21 d'abril de 1907 — Madrid, 8 de desembre de 1994), fou militant comunista i un destacat militar gallec lleial a la República durant la Guerra Civil espanyola.

## Infància i joventut
Picapedrer a la seva terra natal, va emigrar a Cuba als onze anys, tornant a Espanya el 1925, on ingressà en el Partit Comunista d'Espanya (PCE). Participà activament en les lluites dels treballadors agraris a Galícia i es convertí ràpidament en un important activista sindical, en el difícil context de pistolerisme patronal contra els sindicats en la fase final de la Dictadura de Primo de Rivera.

## Formació en el comunisme
A inicis dels anys 30, proclamada la Segona República Espanyola, per la seva condició de quadre destacat del PCE fou enviat a la Unió Soviètica on cursà estudis de formació política i militar a l'escola de quadres de la Komintern a Moscou. Durant el seu període com estudiant va formar part d'una brigada de treballadors de xoc encarregada de la construcció del metro de Moscou, on la seva experiència juvenil com a picapedrer va ser molt útil.
Al seu retorn, el 1936, Líster es va fer càrrec de les tasques polítiques sobre qüestions militars que el PCE va assumir davant el creixent perill colpista. Després que el Front Popular guanyés les eleccions generals de 1936 es van accelerar els plans de la clandestina Unió Militar Espanyola composta per oficials d'ultradreta, reaccionaris catòlics o falangistes. Davant aquesta situació, la xarxa de contactes establerta a les casernes per Líster i nombrosos soldats i oficials va ajudar a conèixer l'abast del perill i va facilitar molt l'aixafament del cop en nombroses unitats.

## Guerra Civil Espanyola
Després de fracassar el cop militar organitzat, entre d'altres, pel general Emilio Mola el juliol de 1936, la situació va derivar ràpidament cap a la guerra oberta. En la fase inicial de la guerra, Líster va tenir un paper molt destacat en l'organització del Cinquè Regiment, la primera escola militar per a formació de milicians.
Després de marxar a les zones de combat de la Serra de Guadarrama, començà el seu ascens per mèrits de guerra, participant en les batalles que es desenvoluparen al Tajo, a Toledo i en la marxa sobre Madrid.
Encarregat de la defensa d'un sector de la ciutat durant la batalla de Madrid, al capdavant de la 1a Brigada Mixta de l'Exèrcit Popular de la República, a continuació va ser el responsable de l'11a Divisió, convertint-la en la més selecta unitat republicana, encarregada de suportar els pitjors combats a la batalla de Brunete, la batalla de Belchite i la batalla de Terol. En tots els combats on es va trobar al capdavant dels seus homes, Líster es comportà de forma audaç i decidida, al mateix temps que procurava reduir les baixes pròpies al mínim. Les Brigades sota el seu comandament constituïen normalment unitats endurides, entrenades per a operacions especials en les línies properes al front i que ajudaven en les operacions de ruptura o defensa a ultrança per a les quals eren requerides habitualment. L'avanç nocturn a Brunete, que va permetre ocupar la població i capturar a l'Estat Major enemic en la zona, operació realitzada gairebé sense pèrdues, o la ruptura per sorpresa a Terol són bons exemples de la seva qualitat com comandament tàctic de gran iniciativa.
El 1937, el govern constitucional republicà va ordenar que es dissolgués el Consell d'Aragó, la institució que controlava gran part de l'Aragó no ocupat pels franquistes i que estava organitzat de forma autònoma pels anarcosindicalistes de la CNT i altres forces afins, per entendre que s'estava entorpint l'esforç de guerra i per a sufocar una forma de poder dual revolucionari que impedia a la República exercir la seva autoritat i la llei en la zona. El Ministre de Defensa Nacional, el socialista Indalecio Prieto, va ordenar personalment a Líster que dirigís la dissolució del Consell d'Aragó, portada a terme amb escàs ús de la força. Després dels fets de maig del 1937 i la dissolució del Consell d'Aragó, les col·lectivitzacions voluntàries es van mantenir en el marc d'un esforç conjunt per a mantenir la producció i guanyar la guerra.
El 1938, després de la batalla de Terol i la posterior batalla d'Aragó, Líster va ser un dels oficials encarregats de contenir l'allau enemiga que amenaçava de dividir la zona republicana en dos sectors. Després de la batalla defensiva al sud de Catalunya i Aragó, Líster va assolir salvar la major part de les forces sota el seu comandament i retirar-se a la riba nord de l'Ebre.
Després de la primera crisi de Txecoslovàquia, el govern espanyol valora que l'única possibilitat de guanyar la guerra consisteix a mantenir-se ferma fins al moment en el qual esclati la guerra a Europa contra els nazis i que el seu detonant podria ser la resistència txeca a l'annexió dels Sudets per part del Tercer Reich de Hitler.
Al juliol del 1938, el reorganitzat Exèrcit Popular de la República a Catalunya emprengué una ofensiva a la batalla de l'Ebre amb les forces de xoc de l'Exèrcit de l'Ebre sota el comandament del Major Juan Modesto i rearmat amb els recursos que França deixà creuar per la frontera els dies de la crisi txeca. Líster rebé el comandament del V Cos d'Exèrcit (Divisions 11a, 45a i 46a), encarregant-se de l'avanç pel sector sud del front (Serra de Pàndols fins a ocupar Pinell de Brai) i resistint amb èxit durant dos mesos el pes dels atacs de les millors tropes franquistes (4a Divisió de Navarra del Cos d'Exèrcit Marroquí). Finalment, el setembre de 1938, els franco-britànics decidiren doblegar-se a les pretensions hitlerianes d'annexió dels sudets txecs i en la Conferència de Múnic de finals de mes, el primer ministre britànic Neville Chamberlain segellà la sort de Txecoslovàquia i d'Espanya. El novembre de 1938, després de patir greus pèrdues humanes i materials, les tropes de l'Exèrcit de l'Ebre es retiraren organitzadament cap a l'interior de Catalunya.
Sense possibilitat de reposar les pèrdues militars i amb la batalla diplomàtica perduda per la política franco-britànica d'apaivagament davant el nazisme i el feixisme, la República Espanyola patí l'ofensiva contra Catalunya definida en la batalla de Barcelona per part del gruix de l'exèrcit franquista juntament amb els seus aliats italians i alemanys. El V Cos d'Exèrcit formà part de la defensa i Líster manà a les seves forces en els llocs de major perill. Després de la ruptura del front, el V Cos d'Exèrcit cobrí la retirada del gruix de les forces i de la població civil, que després de la caiguda de Barcelona omplí les carreteres camí de França.
Les últimes forces de l'Exèrcit Popular a travessar la frontera foren les manades per Líster. Internat l'exèrcit en camps de concentració, un nucli d'oficials i membres del govern espanyol tornaren a l'Espanya republicana per a continuar la lluita. Pels excepcionals serveis prestats, el major Líster fou ascendit a tinent coronel. Una vegada a Espanya, quedà a les ordres del govern presidit per Juan Negrín López, qui es trobà amb nombrosos obstacles a la seva política de resistència per a una pau negociada. A les files de l'Estat major del grup d'exèrcits de la Regió Centre, un nucli important de conspiradors intentaren una rendició a les forces franquistes i boicotejaren tots els esforços. El cop militar del coronel Segismundo Casado impedí finalment mantenir la lluita i la derrota militar de la II República Espanyola fou definitiva.

## Postguerra
Líster, juntament amb altres quadres militars i polítics aconseguí marxar a l'exili i escapar de la captivitat.
Exiliat a la Unió Soviètica, i després d'un nou període a l'Escola Militar, va participar en les discussions i tensions sofertes pel PCE en aquest període. Al formar part del nucli de militants que havien estat militars d'alta graduació, se'ls va apartar de la primera línia política incorporant-los a l'exèrcit ja entrada la Segona Guerra Mundial, arribant al grau de general en les forces de la URSS, de la República Popular de Polònia i de la nova Iugoslàvia.
Va seguir sent part de la direcció del PCE, destacant molt aviat per la seva actitud crítica cap a la nova direcció del partit establerta després de la mort del secretari general José Díaz. Les divergències amb el seu substitut Santiago Carrillo arribaren a ser molt fortes. Instal·lat a França després d'una etapa a la URSS, va portar a terme algunes tasques d'organització dels guerrillers maquis espanyols que van continuar la lluita contra la dictadura franquista, però el seu pes polític a l'interior del PCE va disminuir davant la consolidació de la línia carrillista de l'anomenada Reconciliació Nacional. El 1968 va abonar la postura soviètica en la invasió de Txecoslovàquia i va denunciar públicament la línia seguida per Santiago Carrillo, fundant al seu torn el Partit Comunista Obrer Espanyol (PCOE), tot denunciant la liquidació del projecte comunista a les mans dels sectors eurocomunistes.
El 1977 va tornar de l'exili, reingressant al PCE el 1986, després de l'expulsió de Santiago Carrillo.
Les seves experiències de la Guerra Civil i la seva trajectòria personal i política es recullen en els llibres La nostra guerra (1966) i Memòries d'un lluitador (1977). A més, sobre la base de la seva experiència política dintre del Partit Comunista d'Espanya, va escriure Així va destruir Carrillo el PCE (1983).